# Liz Truss
Mary Elizabeth Truss, més coneguda com a Liz Truss (Oxford, Anglaterra, 26 de juliol de 1975) és una política britànica, va exercir com a Primera Ministra del Regne Unit des del 5 de setembre del 2022 fins al 25 d'octubre, sent la ministra més efímera del país. El 20 d'octubre anuncià la seva dimissió; la va succeir Rishi Sunak. Anteriorment havia estat secretària d'Estat d'Afers Exteriors, Commonwealth i Desenvolupament des del 2021 i ministra de Dones i Igualtat des del 2019. Membre del Partit Conservador, ha estat membre del Parlament (MP) pel sud-oest de Norfolk des de 2010 i ha ocupat diversos càrrecs en els governs de David Cameron, Theresa May i Boris Johnson.
Truss va estudiar al Merton College d'Oxford i va ser presidenta dels Liberal Democrats de la Universitat d'Oxford. El 1996, es va graduar i es va unir al Partit Conservador. Va treballar a Shell i Cable & Wireless, i va ser directora adjunta del think tank Reform. Escollida diputada pel sud-oest de Norfolk a les eleccions generals de 2010, va demanar una reforma en diverses àrees polítiques, com ara la cura dels nens, l'educació matemàtica i l'economia. Va fundar el Free Enterprise Group of Conservative MPs i va escriure o coescriure diversos articles i llibres, com ara After the Coalition (2011) i Britannia Unchained (2012).
Va exercir com a subsecretària d'estat parlamentària per a l'educació infantil i l'educació del 2012 al 2014, abans de ser nomenada al gabinet per Cameron com a Secretària d'estat de Medi Ambient, Alimentació i Afers Rurals en la remodelació del gabinet del 2014. Tot i que era partidària de la campanya de Britain Stronger in Europe perquè el Regne Unit romangués a la Unió Europe al referèndum del 2016, va donar suport al Brexit després del resultat. Després de la dimissió de Cameron el juliol de 2016, va ser nomenada Secretària d'Estat de Justícia i Lord Canceller al maig, convertint-se en la primera dona Lord Canceller en els mil anys d'història de l'entitat. Després de les eleccions generals de 2017, Truss va ser nomenada secretària en cap del Tresor. Després de la dimissió de Theresa May el 2019, Truss va donar suport a l'aposta de Boris Johnson per convertir-se en líder conservador. Aquest va nomenar Truss Secretària d'Estat de Comerç Internacional i Presidenta de la Junta de Comerç. Va assumir el paper addicional de Ministra de Dona i Igualtat el setembre de 2019. Va deixar el Departament de Comerç Internacional per ser promoguda a Secretaria d'Estat d'Afers Exteriors, Commonwealth i Desenvolupament en la remodelació del gabinet de 2021. Va ser nomenada negociadora en cap del Govern amb la Unió Europea i presidenta del Regne Unit del Consell d'Associació UE-Regne Unit el desembre de 2021.
Després de la renúncia de Boris Johnson, Truss va guanyar les eleccions de lideratge del Partit Conservador del 2022, per davant de Rishi Sunak.

## Biografia

### Primers anys
Mary Elizabeth Truss va néixer el 26 de juliol de 1975 a Oxford, Anglaterra, filla de John Kenneth i Priscilla Mary Truss (nascuda Grasby). Des de ben petita, se la coneix pel seu segon nom. El seu pare és professor emèrit de matemàtiques pures a la Universitat de Leeds, mentre que la seva mare era infermera, professora i membre de la Campanya per al Desarmament Nuclear. Truss ha descrit els seus pares com "a l'esquerra dels laboristes". Quan Truss més tard es va presentar a les eleccions al Parlament com a conservadora, la seva mare va acceptar fer campanya per ella, mentre que el seu pare es va negar a fer-ho.
La família es va traslladar a Escòcia quan ella tenia quatre anys. Truss va assistir a l'escola primària de West a Paisley, Renfrewshire, seguida de la Roundhay School, a la zona de Roundhay de Leeds, una escola que més tard va dir que l'havia "decepcionat". Després va viure un any al Canadà. Va estudiar Filosofia, Política i Economia al Merton College, Oxford, i es va graduar el 1996.
Truss va ser activa en els liberals demòcrates. Va ser presidenta dels Liberal Democrats de la Universitat d'Oxford i membre del comitè executiu nacional de Liberal Democrat Youth and Students (LDYS). Durant la seva etapa com a liberal-demòcrata, Truss va donar suport a la legalització del cànnabis i l'abolició de la monarquia, i va fer campanya contra la Llei de justícia penal i ordre públic de 1994.
Truss es va unir al Partit Conservador el 1996.

### Carrera professional
De 1996 a 2000, Truss va treballar per a Shell, període durant el qual es va qualificar com a Chartered Management Accountant (ACMA) el 1999. L'any 2000, Truss va treballar per Cable & Wireless i va passar a ser directora econòmica abans de marxar el 2005.
Després de perdre les seves dues primeres eleccions, Truss es va convertir en la subdirectora del laboratori d'idees Reform el gener de 2008, des d'on va defensar uns estàndards acadèmics més rigorosos a les escoles, un enfocament més gran en la lluita contra el crim greu i organitzat i accions urgents per fer front a la caiguda de la competitivitat britànica. Va ser coautora de The Value of Mathematics i A New Level, entre altres informes.

## Trajectòria política
Truss va exercir com a presidenta de l'Associació Conservadora de Lewisham Deptford des del 1998 fins al 2000. Truss va participar sense èxit a les eleccions del Greenwich London Borough Council el 1998 (per al barri de Vanbrugh) i el 2002 (a Blackheath Westcombe). El 4 de maig de 2006, va ser escollida com a consellera d'Eltham South a les eleccions del Greenwich London Borough Council. Truss no va demanar la reelecció al Consell el 6 de maig de 2010, i les eleccions generals de 2010 es van anunciar el 6 d'abril de 2010, la dissolució del Parlament el 12 d'abril de 2010 i l'últim dia per presentar els documents de nominació de diputats el 20 d'abril de 2010.

### Candidatures parlamentàries
A les eleccions generals de 2001, Truss es va presentar a la circumscripció electoral de Hemsworth a West Yorkshire, un seient segur per al Partit Laborista. Va quedar en segon lloc, però va augmentar el vot conservador un 4%. Abans de les eleccions generals de 2005, la candidata parlamentària de Calder Valley, Sue Catling, va ser pressionada per dimitir per l'Associació Conservadora local, després de la qual cosa Truss va ser seleccionada per conseguir l'escó.
Amb David Cameron com a líder conservador, Truss es va afegir a la "Llista A" del partit. L'octubre de 2009, va ser seleccionada per a l'escó de South West Norfolk per membres de l'Associació Conservadora de la circumscripció. Va guanyar més del 50% dels vots a la primera volta de la final contra cinc candidats. Poc després de la seva selecció, alguns membres de l'associació electoral es van oposar a la selecció de Truss, perquè no va declarar una relació amb el diputat conservador casat Mark Field. Es va proposar una moció per posar fi a la candidatura de Truss, però aquesta va ser derrotada per 132 vots contra 37 en una reunió general de membres de l'associació tres setmanes després.

### Carrera parlamentària
Després de la seva elecció a la Cambra dels Comuns el 6 de maig de 2010, Truss va fer campanya per qüestions com la retenció de la base RAF Tornado a la RAF Marham a la seva circumscripció; durant set mesos va fer 13 preguntes als Comuns sobre la RAF Marham, va assegurar un debat especial sobre el tema, va escriure desenes de cartes als ministres i va recollir signatures en una petició que es va lliurar a Downing Street. Des de l'inici de la seva carrera parlamentària, també va pressionar pel desdoblament de l'A11 a l'oest de Thedford; l'obra es va acabar l'any 2014. El seu treball per fer una campanya per millorar el disseny de les cruïlles de la seva circumscripció, especialment l'A47, la va portar a ser nomenada parlamentària del mes de seguretat viària per l'organització benèfica de seguretat viària Brake el gener de 2013.
El març de 2011, va escriure un article per al centre de reflexió liberal CentreForum en el qual defensava l'acabament del biaix contra les assignatures acadèmiques serioses del sistema educatiu per tal de millorar l'ascensor social. Truss va escriure un article més per al mateix grup de reflexió el maig de 2012, en què defensava un canvi en l'estructura del mercat de la puericultura a Gran Bretanya.
L'octubre de 2011, va fundar el Free Enterprise Group, que ha comptat amb el suport de més de 40 diputats conservadors més. El setembre de 2011, juntament amb quatre membres més del Free Enterprise Group, va ser coautora d'After the Coalition, un llibre que pretenia desafiar el consens que el declivi econòmic de Gran Bretanya és inevitable, defensant el retorn d'una cultura més emprenedora i meritocràtica. Els mateixos autors van publicar un nou llibre el 13 de setembre de 2012 anomenat Britannia Unchained (BU), on deien "Una vegada que entren al lloc de treball, els britànics es troben entre els pitjors ociosos del món. Treballem entre les hores més baixes, ens jubilem anticipadament i la nostra productivitat és baixa". El llibre va ser promocionat pels seus editors com l'obra de "les estrelles emergents del Partit Conservador". Com a part d'una serialització a The Daily Telegraph, Truss va escriure un article on es mostrava el seu capítol sobre la importància de la ciència en l'educació. Tanmateix, va dir a un presentador durant un debat de lideratge de la BBC el juliol de 2022 que els autors havien escrit cadascun un capítol diferent de BU i que Dominic Raab havia escrit el capítol ("Ètica del treball") que conté les afirmacions.
Truss ha defensat que Gran Bretanya hauria de seguir el lideratge d'Alemanya en permetre que la gent tingui "mini-feines" lliures d'impostos i menys regulades. Des que Truss va publicar un document sobre la política del Free Enterprise Group el febrer de 2012, la política ha estat examinada pel Tresor com a política per promoure el creixement.
Truss ha fet campanya per millorar l'ensenyament d'assignatures escolars més rigoroses, especialment les matemàtiques. Va assenyalar el 2012 que només el 20% dels estudiants britànics van estudiar matemàtiques fins als 18 anys i va demanar que les classes de matemàtiques siguin obligatòries per a tots els que cursen estudis a temps complet. Truss també va criticar la dependència excessiva de les calculadores en detriment de l'aritmètica mental.

## Carrera ministerial

### Inicis de la carrera ministerial (2012-2014)
El 4 de setembre de 2012, Truss va ser nomenada subsecretària d'estat parlamentari al Departament d'Educació, amb la responsabilitat de la cura dels nens i l'aprenentatge primerenc, l'avaluació, les qualificacions i la reforma del currículum, el comportament i l'assistència i la revisió de l'alimentació escolar. En aquest paper, va desenvolupar algunes de les àrees polítiques que havia desenvolupat com a consellera de fons.
El gener de 2013 va anunciar propostes per reformar els A-Levels, concentrant els exàmens al final dels cursos de dos anys. Va intentar millorar els estàndards britànics en matemàtiques per por que els nens quedin endarrerits amb els dels països asiàtics, i va dirigir una visita d'investigació a escoles i centres de formació de professors a Xangai el febrer de 2014 per veure com els nens d'allà s'han convertit en els millors del món a les matemàtiques.
Truss també va esbossar plans per reformar l'atenció infantil a Anglaterra, amb el propòsit d'augmentar les ràtios de nens per adult, alhora que augmentar els salaris i les qualificacions entre el personal. Les reformes proposades van ser àmpliament acollides per algunes organitzacions com la Charity 4Children, la Confederació de la Indústria Britànica i el College of West Anglia.Tanmateix, les propostes van trobar l'oposició d'altres grups.
La columnista Polly Toynbee va ser molt crítica amb els plans de la ministra, El projecte va ser bloquejat pel viceprimer ministre Nick Clegg, qui va dir: "La resposta, no només de les guarderies, sinó de manera aclaparadora dels grups de pares va ser que pensaven que això era un mala idea."

### Secretària de Medi Ambient (2014-2016)
En una remodelació del gabinet del 15 de juliol de 2014, Truss va ser nomenada Secretària d'Estat de Medi Ambient, Alimentació i Afers Rurals, en substitució d'Owen Paterson. En aparent contrast amb el seu predecessor, Truss va declarar que creia plenament que el canvi climàtic està passant i que "els éssers humans han contribuït a això".
El novembre de 2014, Truss va llançar una nova estratègia a llarg termini per regenerar la població d'abelles i pol·linitzadors per intentar revertir la tendència a la caiguda d'aquestes poblacions. El juliol de 2015, va aprovar l'aixecament temporal limitat de la prohibició de la UE sobre l'ús de dos plaguicides neonicotinoides, permetent-ne l'ús durant 120 dies en aproximadament el 5% de la collita de llavors oleaginoses d'Anglaterra per allunyar l'escarabat de la puça de la col. Els activistes el 2012 van advertir que es va demostrar que els pesticides perjudiquen les abelles.
Truss va reduir les subvencions per als panells solars a les terres agrícoles, ja que la seva opinió era que la terra es podria utilitzar millor per conrear cultius, aliments i hortalisses. Va descriure l'agricultura i l'alimentació com a "centres d'innovació" i va promoure la producció i exportació d'aliments britànics.
El març de 2015 va ser una de les dues ministres del gabinet que va votar en contra de les propostes del govern d'introduir envasos naturals per als cigarrets, en el que tècnicament era un vot lliure.

### Secretària de Justícia (2016-2017)
El 14 de juliol de 2016, Truss va ser nomenada Secretària d'Estat de Justícia i Lord Canceller al primer govern de Theresa May. Truss es va convertir en la primera dona que va ocupar qualsevol dels dos càrrecs i la primera dona canceller en els mil anys d'història del càrrec. La decisió de May de nomenar-la va ser criticada pel llavors ministre d'Estat de Justícia Lord Faulks, qui va dimitir del càrrec, qüestionant si Truss tindria la força per poder plantar cara al primer ministre quan fos necessari, en nom dels jutges.
El novembre de 2016, Truss va tornar a ser criticada, inclòs per l'antic fiscal general Dominic Grieve i pel Col·legi d'Advocats Penals, per no donar suport més sòlid al poder judicial i al principi d'independència judicial, després que tres jutges del Tribunal Divisional fossin atacats per part dels polítics i pel Daily Mail per pronunciar-se contra el govern en cas R (Miller) v Secretary of State for Exiting the European Union (Miller). Lord Falconer, l'antic Lord Canceller, que anteriorment havia suggerit que, com els seus predecessors immediats Chris Grayling i Michael Gove, Truss no tenia l'experiència legal essencial que requereix la constitució, va demanar que fos destituïda com a secretària de Justícia perquè la seva resposta no era l'adequada, ja que indicava als jutges que havien perdut el seu protector constitucional”.
Truss va negar que no hagués defensat els jutges També va dir que el poder judicial independent era prou robust per resistir l'atac del Daily Telegraph i el Daily Mail. Tanmateix, el març de 2017, el Lord Chief Justice, Lord Thomas of Cwmgiedd, va dir al comitè selecte de la constitució de la Cambra dels Lords que Truss estava "completament i completament equivocada" en dir que no podia criticar els mitjans de comunicació i va reiterar la importància de protegir els jutges.
Després d'un augment significatiu dels incidents de violència a les presons el 2015 i el 2016, el novembre de 2016, Truss va anunciar un programa d'inversió de 1.300 milions de lliures al servei de presons i la contractació de 2.500 agents de presons addicionals, revertint en part les retallades fetes sota l'anterior govern de coalició.

### Secretària en cap d'Hisenda (2017-2019)
L'11 de juny de 2017, després de les eleccions generals, Truss va ser traslladada al càrrec de secretària en cap d'Hisenda, assistint al gabinet però no sent membre de ple dret, en el que alguns van veure com una degradació.
Truss va desenvolupar un entusiasme per conrear la seva presència a Twitter i Instagram. The Times va descriure això com un enfocament poc ortodox que havia guanyat els seus fans. També va estar molt involucrada en el llançament del grup de campanya de mercat lliure, Freer. Es va informar que alguns dels seus funcionaris van trobar "esgotador" el seu mandat com a secretària en cap a causa del seu calendari laboral exigent i del seu hàbit de fer preguntes aleatòries que comportaven molta feina als funcionaris.
El juny de 2018, Truss va pronunciar un discurs on es va declarar el seu compromís amb la llibertat i la llibertat individual. Va criticar les normatives que entrebanquen la vida de la gent i va advertir que augmentar els impostos podria suposar que els tories els "aixafessin" a les urnes; en particular, tot criticant els seus col·legues ministerials.
El 2019, Truss va declarar que podria ser candidata a la direcció del Partit Conservador per succeir a May. Tanmateix, finalment va optar per no presentar-se i va recolzar Boris Johnson.

### Secretàra de Comerç Internacional (2019-2021)

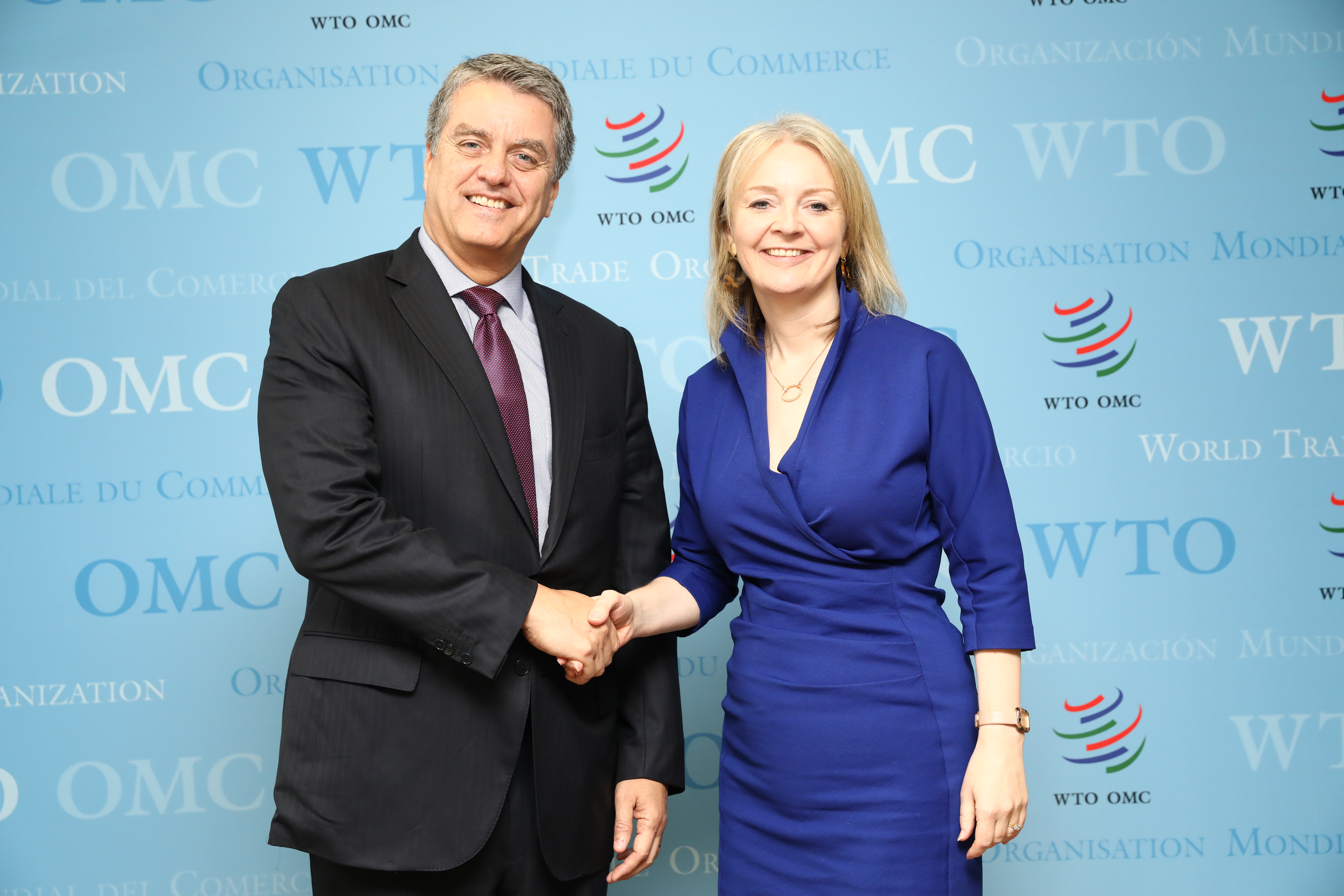
Truss amb Roberto Azevêdo a l'Organització Mundial del Comerç a Ginebra el 9 d'octubre de 2019

Després que Boris Johnson es convertís en primer ministre, Truss va ser promoguda a canvi del seu suport durant la seva campanya electoral, durant la qual va assessorar Johnson sobre política econòmica i va ser l'arquitecte dels plans per reduir impostos per a les persones que guanyaven més de 50.000 £. En conseqüència, es va pensar que seria nomenada Ministra d'Hisenda o Secretària d'Empreses, però en canvi va ser promoguda al càrrec de Secretària d'Estat de Comerç Internacional i Presidenta de la Junta de Comerç. Després de la renúncia d'Amber Rudd, Truss també va ser nomenada ministra de Dones i Igualtat del govern britànic.
El 19 de març de 2020, Truss va presentar al Parlament la Llei de comerç de 2021, que va establir el marc legal perquè el Regne Unit realitzi acords comercials amb nacions d'arreu del món. El 7 de juliol de 2020, Truss va anunciar l'aixecament de la prohibició d'un any d'exportació d'armes i equipament militar a l'Aràbia Saudita. Va dir que "no hi ha un risc clar que l'exportació d'armes i equipament militar a l'Aràbia Saudita s'utilitzi en la comissió d'una greu violació del dret internacional humanitari".
L'agost de 2020, les reunions que Truss va mantenir amb l'Institut d'Afers Econòmics es van retirar del registre públic perquè van ser recategoritzades com a "discussions personals", que segons el Partit Laborista van generar preocupacions sobre la integritat, la transparència i l'honestedat en els càrrecs públics. Truss va emprendre negociacions per a un acord de lliure comerç després del Brexit entre el Regne Unit i el Japó. El setembre del 2020 es va arribar a un acord entre els dos països, que Truss va dir que donaria lloc a que "el 99% de les exportacions al Japó" estiguin "lliures d'aranzels". Va ser el primer gran acord comercial que el Regne Unit havia signat des que va sortir de la Unió Europea, i va ser aclamat com un "moment històric" per Truss; va copiar sobretot l'acord comercial existent que la UE havia acordat amb el Japó. Després d'això, nous acords comercials van ser negociats amb Austràlia, Nova Zelanda, Noruega, Islàndia i Liechtenstein.
El desembre de 2020, Truss va fer un discurs sobre la política d'igualtat en què va afirmar que el Regne Unit es va centrar massa en els problemes de raça, sexualitat i gènere "de moda" a costa de la pobresa i la disparitat geogràfica. En el discurs, va anunciar que el govern i la funció pública deixarien de rebre formació sobre biaixos inconscients.

### Secretària d'Afers Exteriors (2021-2022)

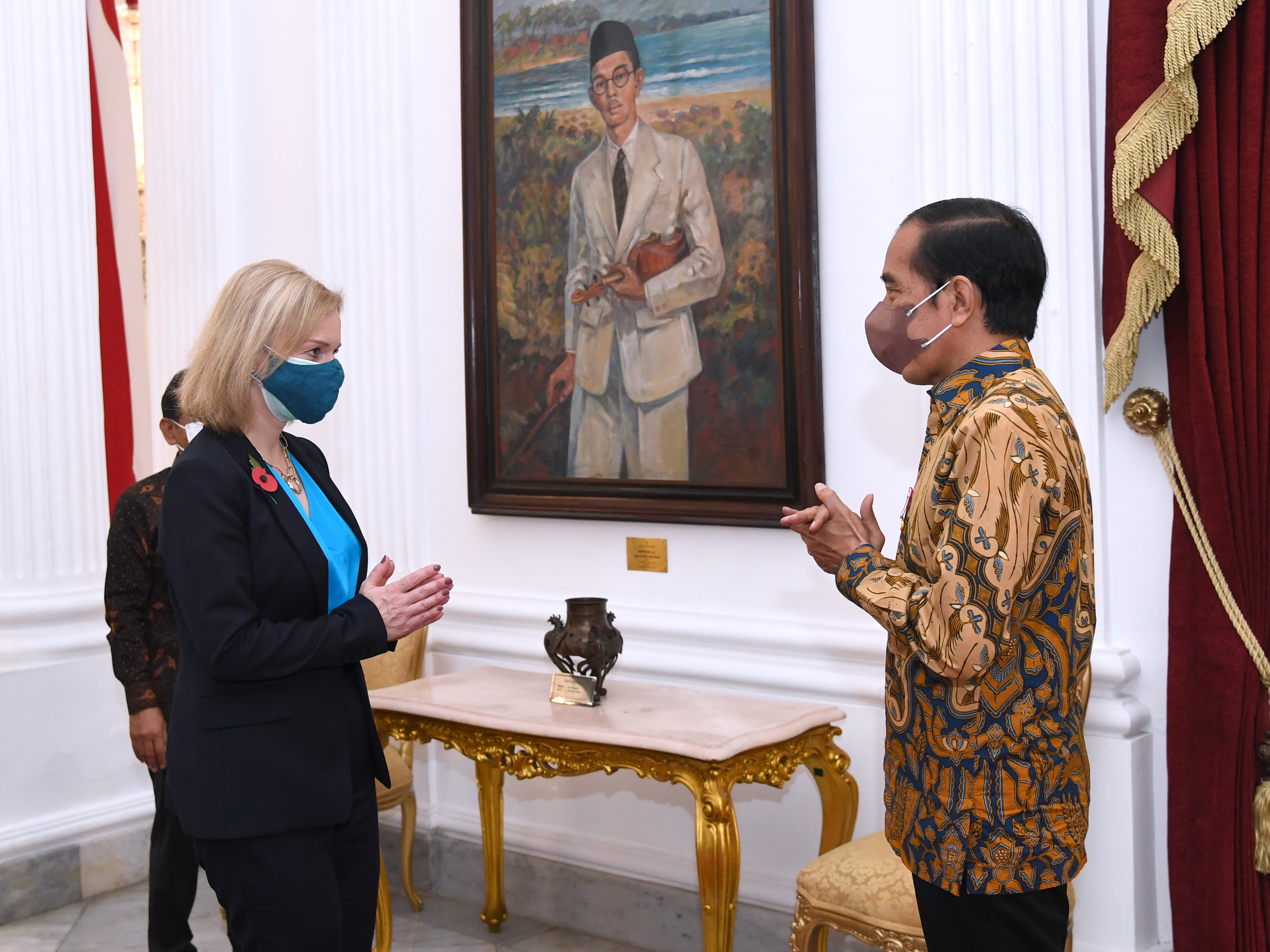
Reunió de Truss amb el president indonesi Joko Widodo a Jakarta l'11 de novembre de 2021

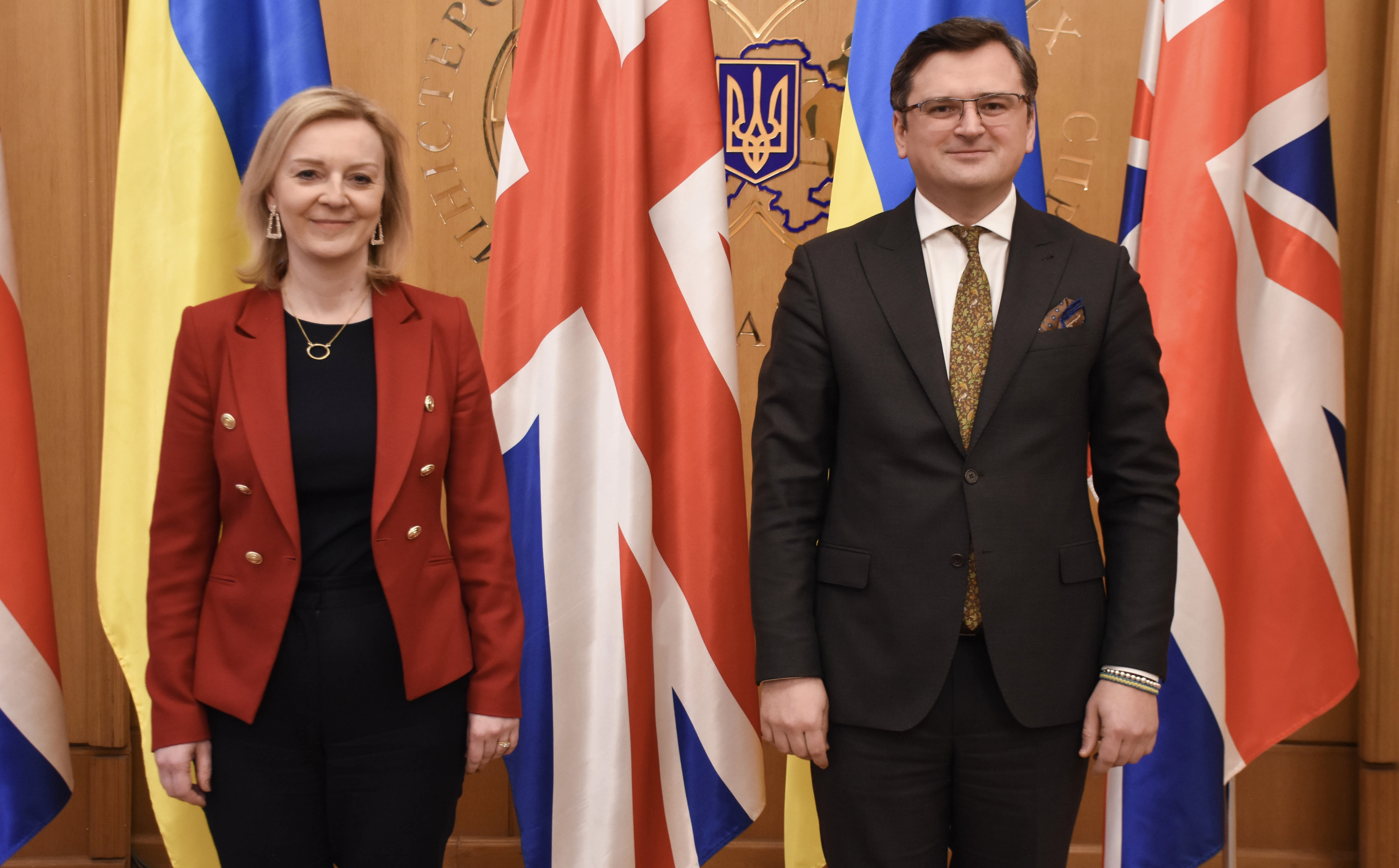
Truss amb el seu homòleg ucraïnès Dmytro Kuleba a Kíev el 17 de febrer de 2022

El 15 de setembre de 2021, durant una remodelació del gabinet, Johnson va promoure Truss de Secretària de Comerç Internacional a Secretària d'Estat d'Afers Exteriors, Commonwealth i Desenvolupament, convertint-se així en la segona dona que ocupava el càrrec després de Margaret Beckett.
A la Conferència de les Nacions Unides sobre el Canvi Climàtic de 2021 a Glasgow, va dir que França havia actuat de manera inacceptable durant la disputa pesquera de Jersey.
L'octubre de 2021, va demanar a Rússia que intervingués en la crisi fronterera entre Belarús i la Unió Europea i va dir que volia una "relació comercial i d'inversió més estreta" amb el Consell de Cooperació del Golf que inclou l'Aràbia Saudita i Qatar. El novembre de 2021, Truss i el seu homòleg israelià Yair Lapid van anunciar un nou acord durant per impedir que l'Iran desenvolupi armes nuclears. El desembre de 2021, es va reunir amb Sergey Lavrov a Estocolm i va instar Rússia a buscar la pau a Ucraïna.
El gener de 2022, l'antic primer ministre australià Paul Keating, que forma part del consell internacional del Banc de Desenvolupament de la Xina, va acusar Truss de fer comentaris "dements" sobre l'agressió militar xinesa al Pacífic, dient que "Gran Bretanya pateix deliris de grandesa i rellevància".
Truss va ser nomenada el desembre de 2021 com a principal negociadora del govern britànic amb la UE, després de la dimissió de Lord Frost. El 30 de gener de 2022, va dir al programa Sunday Morning de la BBC que "estem subministrant i oferint suport addicional als nostres aliats bàltics a través del Mar Negre, a més de subministrar als ucraïnesos armes defensives". Es va burlar d'això, ja que els estats bàltics es troben al mar Bàltic o a prop i no al mar Negre, que es troba a 700 milles de distància del Bàltic. El seu viatge programat a Ucraïna es va cancel·lar després que va donar positiu per COVID-19 el 31 de gener de 2022.

### Rússia i Ucraïna
El 10 de febrer de 2022, Truss es va reunir amb el seu homòleg rus Serguei Lavrov. En el context de les tensions entre Rússia i Occident per l'acumulació de tropes russes a prop de la frontera entre Rússia i Ucraïna, les converses entre els dos ministres d'Afers Exteriors es van qualificar de "difícils". Lavrov va descriure la discussió com "una conversa d'un mut i una persona sorda". Va rebutjar les demandes de retirar les tropes de les zones frontereres russes i les va qualificar de "lamentables" i li va preguntar a Truss si reconeixia la sobirania de Rússia sobre les regions de Vorónej i Rostov, dues províncies russes. Truss va pensar erròniament que Lavrov es referia a zones d'Ucraïna i va respondre que "el Regne Unit mai reconeixerà la sobirania russa sobre aquestes regions". L'ambaixadora del Regne Unit a Rússia, Deborah Bronnert, present a la roda de premsa va auxiliar a Truss que va corregir les declaracions al mateix moment. Més tard aquell dia, l'Oficina d'Afers Estrangers, Commonwealth i Desenvolupament va preparar una legislació per permetre més sancions a les organitzacions i persones russes. El 21 de febrer de 2022, Truss va condemnar el reconeixement diplomàtic de Rússia de les dues repúbliques autoproclamades (Donetsk i Lugansk) del Donbàs a Ucraïna. També va declarar que el govern britànic anunciaria noves sancions contra Rússia.
El 27 de febrer de 2022, en una entrevista a la televisió de la BBC, se li va preguntar a Truss si donava suport a algú que es volgués viatjar a Ucraïna per ajudar en la seva defensa contra la invasió russa, i va respondre: "Absolutament, si la gent vol donar suport a aquesta lluita, jo ho faria. donar-los suport per fer-ho". Va ser criticada per l'antic fiscal general Dominic Grieve, que va dir que aquesta acció seria il·legal segons la Foreign Enlistment Act de 1870. El portaveu de Boris Johnson va declarar més tard que els ciutadans britànics no haurien de viatjar a Ucraïna per lluitar contra els russos. Després que l'exèrcit rus va ser posat en alerta màxima el 27 de febrer, els funcionaris russos van dir que era en resposta als comentaris de Truss. Va dir que era necessari "treballar amb tots els nostres aliats d'arreu del món", inclosa l'Aràbia Saudita, perquè el Regne Unit ja no "depengui" de Rússia pel que fa a petroli i gas natural. El 27 d'abril de 2022, Truss va dir que els aliats occidentals, inclòs el Regne Unit, havien de "doblar-se" i "seguir avançant més i més ràpid" per "expulsar Rússia de tota Ucraïna", inclosa Crimea.

### Eleccions al Partit Conservador de 2022

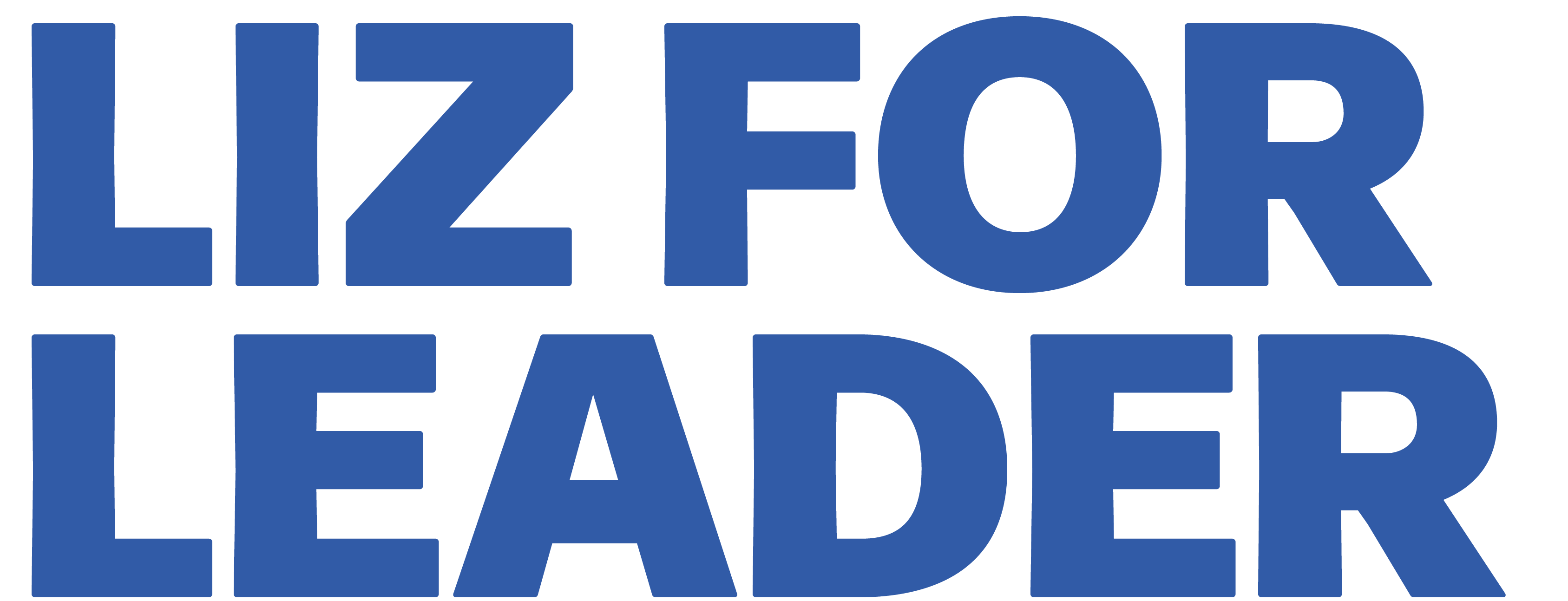
Logotip de la campanya per a ser escollida líder dels Conservadors

Boris Johnson va dimitir com a Primer Ministre el 7 de juliol del 2022 per l'escàndol polític que va suposar el Partygate, sobre festes i altres reunions del personal del govern i del Partit Conservador celebrades durant la pandèmia de COVID-19 el 2020 i 2021, quan les restriccions de salut pública van prohibir la majoria de les reunions.
El 10 de juliol de 2022, Truss va anunciar la seva intenció de presentar-se a les eleccions de lideratge del Partit Conservador per substituir Boris Johnson. Es va comprometre a reduir els impostos el primer dia si fos elegida, i va dir que "lluitaria contra les eleccions com a conservadora i governaria com a conservadora", i va afegir que també prendria "mesures immediates per ajudar la gent a fer front al cost de la vida". Va dir que cancel·laria l'augment previst de l'Impost sobre societats i revertiria l'augment recent de les taxes de l'assegurança nacional, com a part d'un "pla a llarg termini per reduir la mida" de l'estat i la càrrega fiscal". Truss fou un dels dos candidats restants (l'altre és Rishi Sunak) a les eleccions de lideratge del Partit Conservador del 2022, després de la renúncia de Johnson.
El 5 de setembre es va anunciar la seva victòria amb el 57,4% dels vots, convertint-la en la nova líder del partit.

### Primer ministre
Truss fou nomenada primer ministre per la reina Isabel II dos dies abans de la seva mort, i quan el govern va anunciar retallades d'impostos i préstecs a gran escala, es va provocar una gran inestabilitat financera i les mesures es van revertir en gran manera. Davant les creixents crítiques i la pèrdua de confiança en el seu lideratge, Truss va anunciar la seva dimissió com a líder del Partit Conservador el 20 d'octubre. Rishi Sunak va ser escollit sense oposició com a successor.

## Posicionaments polítics

### Economia i política exterior
Truss és coneguda per les seves opinions properes al liberalisme econòmic i el seu suport al lliure comerç. Va fundar el Free Enterprise Group of Conservative MPs, un grup de parlamentaris a favor del lliure mercat que defensaven una economia més emprenedora i menys lleis laborals. El 2022 va dir que l'Aràbia Saudita era un "aliat", però va dir que no estava "acceptant" les polítiques del país. Es considera que Truss té un posicionament de política exterior "hawkish" cap a la Xina i Rússia i ha demanat que Gran Bretanya redueixi la dependència econòmica d'ambdós països. Ha donat suport a determinades sancions diplomàtiques i econòmiques imposades pel govern britànic contra la Xina, inclosa la prohibició d'entrar al Parlament a l'ambaixador xinès a Londres Zheng Zeguang, en resposta al tracte que el govern xinès dona al poble uigur.

### Brexit
Truss va donar suport a la permanència del Regne Unit a la Unió Europea durant el referèndum del 2016. No obstant això, el 2017 va dir que si es fes un altre referèndum, votaria a favor del Brexit. A les eleccions de lideratge del Partit Conservador del 2022, Truss va comentar el seu suport a Remain dient "m'he equivocat i estic disposat a admetre que m'he equivocat". Va afegir que "alguns dels auguris de la fatalitat no van passar i que, en canvi, hem alliberat noves oportunitats" després del Brexit.

### Aspectes socials i culturals
Sobre la cultura, Truss ha dit que el Partit Conservador hauria de "rebutjar el joc de suma zero de la política identitària, rebutgem l'il·liberalisme de la cultura de la cancel·lació i rebutgem el fanatisme suau de les baixes expectatives que frena a tanta gent". També ha suggerit que Gran Bretanya no hauria d'ignorar la història de l'Imperi Britànic, sinó que hauria d'abraçar la història del país si vol competir amb estats hostils.
Pel que fa als drets LGBTQ+, Truss, segons Reuters, va votar a favor del matrimoni gai i mai no ha votat en contra dels drets LGBTQ+, però també s'ha mogut per limitar els drets trans. Va parlar en contra de l'autoidentificació de gènere. Va dir que està d'acord que "només les dones tenen coll uterí". També va declarar que els departaments governamentals haurien de retirar-se del pla de defensa de la diversitat de Stonewall. Tot i que inicialment va donar suport a la restricció dels serveis d'un sol sexe en funció del sexe biològic, més tard va dir el febrer de 2022 que el Govern no estava interessat a promulgar aquesta mesura.

### Medi ambient
El 2022, Truss va suggerir que posaria fi a la moratòria del govern del Regne Unit sobre el fracking, que està en vigor des del 2019, per permetre-ho "a les parts del país on hi hagi suport local". Truss considera el fracking com una manera de reduir la dependència del Regne Unit de les fonts d'energia russes. Mentre que el 2015 era secretari de Medi Ambient, es va instar a Truss a demanar disculpes a les comunitats que s'enfronten al fracking per "retenir" les proves dels riscos per a les zones rurals.
Tot i que no està en contra de l'ús de plaques solars, Truss el 2022 va dir: "Crec que una de les vistes més depriments quan condueixes per Anglaterra és veure camps que haurien d'estar plens de conreus o bestiar, plens de panells solars". Ha proposat que l'ús de panells solars s'hauria de restringir als sostres comercials.
Truss ha dit que està compromesa a assolir l'objectiu d'emissions zero al Regne Unit l'any 2050. El 2022, va dir que volia fer-ho "d'una manera que no perjudiqués les empreses o els consumidors", de manera que posaria en pausa els impostos ecològics a individus i a empreses.
Truss ha dit que donaria el seu suport a la construcció de petits reactors modulars i grans instal·lacions nuclears.

## Vida personal
L'any 2000, Truss es va casar amb Hugh O'Leary, un company de comptabilitat; la parella té dues filles. El 2022, Truss va dir: "Comparteixo els valors de la fe cristiana i de l'Església d'Anglaterra, però no sóc una persona religiosa practicant habitualment".

## Publicacions destacades
- Kounine, Laura; Marks, John; Truss, Elizabeth. The value of mathematics.  Londres: Reform, juny 2008. ISBN 978-1-905730-09-4.
- Bassett, Dale; Cawston, Thomas; Thraves, Laurie; Truss, Elizabeth. A new level.  Londres: Reform, juny 2009. ISBN 978-1-905730-19-3.
- Elizabeth, Truss; Bosanquet, Nick. Risky Business: "Nudging" you to make the "right" choices.  Londres: Chartered Insurance Institute, setembre 2009.
- Truss, Elizabeth. Academic rigour and social mobility: how low income students are being kept out of top jobs.  Centre Forum, 15 març 2011.
- Kwarteng, Kwasi; Patel, Priti; Raab, Dominic; Skidmore, Chris; Truss, Liz. After the Coalition.  Londres: Biteback Publishing, 2011. ISBN 978-1-84954-212-8.
- Truss, Elizabeth. Affordable quality: new approaches to childcare.  Centre Forum, maig 2012 [Consulta: 30 juny 2012].
- Truss, Elizabeth «EU membership – benefits for animal health and welfare». Veterinary Record, 178, 18, 30-04-2016, pàg. 435. DOI: 10.1136/vr.i2349. PMID: 27127086.